# 킬스위치 인게이지
킬스위치 인게이지(영어: Killswitch Engage / 대개 KsE나 Killswitch로 줄여 쓴다.)는 매사추세츠주 웨스트필드 출신의 메탈코어 밴드이다. 초기에는 제시 리치(Jesse Leach)가 보컬, 버클리 음악 대학 출신의 조엘 스트로엣첼(Joel Stroetzel가 기타, 마이크 디안토니오(Mike D'Antonio)가 베이스, 애덤 덧키위츠(Adam Dutkiewitcz)가 드럼을 맡아 오버캐스트와 애프터쇼크의 해체된 멤버들로 구성되어 있었다.
그러나 2002년 이후, 밴드는 큰 변동기를 겪게 된다. 개인 사정으로 제시 리치가 탈퇴하고, 블러드 해즈 빈 셰드의 하워드 존스(Howard Jones)가 보컬을 맡게 된다. 또한 2003년에 하워드 존스에 이어 블러드 해즈 빈 셰드의 저스틴 폴리 (드럼)가 합류하게 되면서 애덤 덧키위츠는 리드 기타로, 조엘 스트로엣첼은 리듬 기타로 포지션을 변경한다.
킬스위치 인게이지는 2004년에 발매한 "The End of Heartache"로 빌보드 200에서 21위에 등극하고, 2007년 12월에 미국에서 500,000장 이상 출하되어 서티피드 골드에 인정되면서 명성을 얻었다. 또한 "The End of Heartache" 은 2005년 그래미상의 베스트 메탈 퍼포먼스 상의 후보가 되기도 하였다.
2013년 보컬 하워드 존스가 탈퇴하고 원년 보컬 제시 리치가 돌아왔다.
이 밴드는 뉴 웨이브 오브 아메리칸 헤비 메탈(NWOAHM)의 가장 영향을 받은 구성원들 중 하나로 여겨진다.

## 구성원
현재
- 조엘 스트로엣첼 - 리듬 기타 (1999 - 현재)
- 애덤 덧키위츠 - 리드 기타, 코러스 (2002 - 현재) / 드럼, 퍼커션 (1999 - 2001)
- 마이크 디안토니오 - 베이스 기타 (1999 - 현재)
- 제시 리치 - 보컬 (1999 - 2002, 2013 - 현재)
- 저스틴 폴리 - 드럼, 퍼커션 (2003 - 현재)

이전
- 하워드 존스 - 리드 보컬 (2002 - 2013)
- 탐 곰즈(Tom Gomes) - 드럼 (2002)
- 피트 코티즈(Pete Cortese) - 기타 (2002)

## 음반 목록
- 2000: Killswitch Engage
- 2002: Alive or Just Breathing
- 2004: The End of Heartache
- 2006: As Daylight Dies
- 2009: Killswitch Engage (2번째 셀프-타이틀 앨범)
- 2013: Disarm The Descent
- 2016: Incarnate
- 2019: Atonement